# Frank Walker (homme politique)
Frank Walker, né le 17 octobre 1943, est un homme d'affaires et homme politique britannique. Il est ministre en chef de Jersey, dépendance de la Couronne britannique, de 2005 à 2008.

## Biographie
En 1973, Frank Walker est nommé administrateur des postes de Jersey. 
Il se porte candidat aux élections législatives des États de Jersey et est élu député le 13 décembre 1990 dans la circonscription de Saint-Hélier et réélu en 1993. Il est ensuite élu sénateur aux États de Jersey en 1996 puis réélu en 2002. 
En décembre 2005, il est élu premier ministre en chef de l'histoire de Jersey. En 2007, il s'entoure de John Le Fondré Jr comme adjoint. En décembre 2008, il est remplacé par Terry Le Sueur.